# Karl Wilhelm Reinmuth
Karl Wilhelm Reinmuth (4 de abril de 1892-6 de mayo de 1979) fue un astrónomo alemán, notable descubridor de asteroides, con un total de 395 en su haber.

## Semblanza
Trabajó en el Observatorio de Heidelberg-Königstuhl, Alemania, entre 1912 y 1957. Fue miembro del Centro de Planetas Menores por el Astronomisches Rechen-Institut entre 1947 y 1950, y posteriormente se convirtió en "Oberobservator" o jefe de observadores en el Observatorio de Heidelberg hasta su retiro en 1957. Reinmuth obtuvo más de 12 500 mediciones astrométricas precisas de las posiciones de asteroides en placas fotográficas, una tarea ingente antes de la introducción de los ordenadores.
En 1914 descubrió su primer asteroide, Sarita. Entre sus descubrimientos más notables se encuentran los asteroides Apolo y Hermes.
También descubrió los asteroides troyanos Agamenón, Odiseo, Eneas, Anquises, Troilo, Áyax, Diomedes y Telamón; dos cometas periódicos, 30P/Reinmuth y 44P/Reinmuth y el último asteroide visitado por la sonda espacial Stardust, Annefrank. 
Reinmuth bautizó uno de sus descubrimientos con su propio nombre: el asteroide (1111) Reinmuthia, práctica no muy bien vista por los astrónomos.

## Reconocimiento a Stracke
| - (1234) Elyna |

Las iniciales de los planetas menores 1227 a 1234, todos descubiertos por Reinmuth, forman el acróstico "GSTRACKE", nombre del astrónomo alemán Gustav Stracke que había pedido que ningún planeta fuera bautizado con su nombre: